# Феминистичка књижевна критика у Србији

## Историја
За развој феминистичких, женских и потом родних студија у Србији важан догађај представља конференција Друг-ца жена, нови приступ женском питању, одржана 1978. године у СКЦ-у у Београду. Том приликом успостављен је значајан дијалог између ауторки и активисткиња из СФРЈ, које су у фокусу имале сличне проблеме, односно, сличне приступе у деконструисању уврежених патријархалних стереотипа. Уплив идеја западног феминизма довео је у питање дотадашњу доминантну идеју равноправности према којој је женско питање било решено заједно са класним питањем. Упркос осудама које су после скупа уследиле, а које су га оцениле као промоцију „буржоаског феминизма”, свест о важности социјалистичког периода за успостављање и одржавање друштвене једнакости и женских права, као ни свест о томе да је управо у периоду социјализма написан велик број за феминистичка истраживања релевантних студија из области социологије и других дисциплина − нису биле потиснуте.
Феминистичка теоријска активност у Србији почиње да јача у постсоцијалистичком периоду, током деведесетих година XX века. Тада је на територији Србије формирано више женских активистичких група. Током ратних година (1991−1999) феминисткиње из земаља које су чиниле СФРЈ, државу која се у то време распадала, сарађивале су и дубоко се уважавале. Снажну активистичку иницијативу коју су показивале одликовало је јасно политичко опредељење против рата и национализма. Чланице београдске феминистичке групе Жена и друштво, која је настала током осамдесетих година, бивајући свесне чињенице да је сазрео тренутак да се поред активизма у поље знања уведе феминистички теоријски приступ, 1991. године иницирале су оснивање женских студија у Београду. Први, експериментални мултидисциплинарни курс започео је са радом на симболичан датум: 8. марта 1992. године. Оснивачице Центра за женске студије биле су: Марина Благојевић, Неда Божиновић, Биљана Дојчиновић, Соња Дрљевић, Даша Духачек, Јасмина Лукић, Лепа Млађеновић, Зорица Мршевић, Жарана Папић, Славица Стојановић и Јасмина Тешановић. Центар за женске студије био је организован као интердисциплинарни образовни пројекат, са фокусом на питања рода, сексуалности, етницитета, расе, класе. У основи свих наведених питања стоји питање разлике, којим су се ауторке бавиле не само с циљем да креирају моделе за толеранцију исте већ с циљем да покажу да је питање разлике, заправо, извор могућности, те самим тим и богатства. На тај начин феминистичка теорија уписала је себе у ширу − постструктуралистичку теорију, унутар које проблем разлике игра важну улогу.
Током деведесетих година, иако су деконструкција и постструктурализам били увелико познати, феминистичка критика − која је проблем разлике отеловила као женско у тексту (писму), али и као ауторку, односно, ауторке, оне које стварају у одређеним историјским и друштвеним околностима и разликују се од аутора – била је превише изазовна за академски простор знања. Због тога је феминистичка критика била предавана искључиво на женским студијама, у оквиру невладиних организација.
После 2000. године, услед реформисања различитих сегмената друштва, Центар за женске студије нашао је свој академски простор на Факултету политичких наука у Београду, на којем су реализоване специјалистичке студије и магистарске студије рода, a после реструктурирања програма на основу принципа Болоњске декларације уведен је и мастер програм из области студија рода. Године 2003. на Универзитету у Новом Саду основан је АЦИМСИ (Асоцијација центара за интердисциплинарне и мултидисциплинарне студије и истраживања) Центар за родне студије (ЦРС). Биле су то прво специјалистичке и магистарске, следеће године и докторске студије, да би током болоњских процеса постали акредитовани мастер и докторски програми. На Филолошком факултету Универзитета у Београду у оквиру мастер академских студија организован је курс Наслеђе Сопствене собе – појам рода и проучавање књижевности, а на докторским академским студијама курс Теорије рода и разлике, на којима предаје проф. др Биљана Дојчиновић.

## Феминистичка критика и књижевност
Унутар феминистичких истраживања посебно место има проучавање књижевности. Први појмови релевантни за феминистичку критику почели су да пристижу са Запада током друге половине седамдесетих година. У часопису Марксизам у свету – Студије о жени и женски покрети, бр. 8−9, 1981. објављен је превод уводног дела књиге  Политике полности (Sexual Politics) Кејт Милет (Kate Millett), док је после скупа Института за књижевност и уметност из Београда, који је одржан у Дубровнику 1986. године, у часопису Књижевност, књ. LXXXIII св. 8–9. објављен темат о женском писму (écriture féminine).
Са оснивањем женских студија и двају часописа − часописа за женску књижевност и културу Pro Femina (1995) и часописа за феминистичку теорију Женске студије (1995), који је од 2000. године преименован у Genero − интересовање за феминистички приступ књижевности доживело је пун замајац. На часовима књижевности у склопу женских студија књижевна дела била су најчешће тумачена из перспективе појма рода (gender) као друштвене конструкције полности, како је тај појам у односу на појам пола (sex) дефинисао Роберт Столер (Robert Stoller), и појма гинокритике (gynocritics, такође и gynocriticism), који према америчкој теоретичарки Илејн Шоуволтер (Elaine Showalter) представља један од два типа феминистичке критике (feminist criticism), онај који у фокусу има списатељку (жену као писца) и историју женске књижевне традиције. Гинокритика као облик феминистичке критике који подстиче ревизију традиције, имајући у виду баш идеју рода, надјачала је талас интересовања за женско писмо из осамдесетих година.
То што се развој феминистичке теорије и критике у Србији одвија у постсоцијалистичком периоду не изненађује ако се има у виду чињеница да се феминистичко знање, на свој начин, уписује у ширу, постмодернистичку причу. С тим у вези, двадесет и први век и потенцијал који интернет као ризомска структура нуди − отварају феминистичко знање ка нечему што му је, заправо, дубоко иманентно. Друго, другачије, дуго маргинализовано, потиснуто, односно, колонизовано налази се сад у пољу разлике, незаустављивог кретања, које се опире принципу идентитета.
Први покушај да се искористи потенцијал интернета као медија представља истраживачки пројекат Завера нечитања: место, судбина и значај женског књижевног стваралаштва у српској културној баштини Архивирано на веб-сајту  (22. август 2016) (2001—2004), који је креиран у Центру за женске студије, а на којем су радиле Владислава Гордић-Петковић, Татјана Росић, Дубравка Ђурић и Биљана Дојчиновић. Осим поменутих ауторки текстове су писале и Светлана Слапшак, Снежана Самарџија и Љиљана Пешикан Љуштановић. Циљ тог пројекта био је да се на српском и енглеском језику, а из перспективе историје и феминистичке теорије књижевности, реафирмише женско списатељство у Србији.
Следећи врло значајан пројекат који у циљу афирмације женске књижевности у функцију ставља потенцијал дигиталне технологије јесте пројекат Књиженство, теорија и историја женске књижевности на српском језику до 1915. године, чија је руководитељка проф. др Биљана Дојчиновић. Тај пројекат у периоду од 2011. до 2015. године финансира Министарство просвете, науке и технолошког развоја Републике Србије. Два основна, међусобно повезана сегмента пројекта јесу дигитална база података Књиженство, формирана по узору на европску базу Women Writers, са којом је повезана, и дигитални часопис Књиженство, часопис за студије књижевности, рода и културе, профилисан као међународни електронски часопис, који се од другог броја налази и у бази података EBSCO. Подаци који су похрањени у дигиталној бази података, а који су разврстани у следеће скупине − ауторке, радови, рецепција и серијске публикације − међусобно су умрежени, пружајући академски проверено поље знања, које је такво да се непрекидно може ширити. У пројекту Књиженство теорија и историја женске књижевности на српском језику до 1915. године дигитална технологија искоришћена је у циљу афирмације женске књижевности и проширења теоријских и критичких оквира из којих се она може читати. Такође, тим су пројектом отворена врата новом научном пољу – дигиталној хуманистици.